# Arabembia pakistanae
Arabembia pakistanae är en insektsart som beskrevs av Ross 2006. Arabembia pakistanae ingår i släktet Arabembia och familjen Embiidae. Inga underarter finns listade i Catalogue of Life.